# Zrmanja
Die Zrmanja ist ein Karstfluss im Süden Kroatiens. Sie entspringt im Gebiet des südlichen Velebit-Gebirgsmassivs und hat eine Länge von 69 km. Wenige Kilometer nach der Stadt Obrovac mündet sie in der Adria. Die Zrmanja fließt durch ein Karstgebiet. Unter besonderen physikalischen und chemischen Bedingungen schafft die Natur in diesem Gebiet stets neues Gestein aus Pflanzenresten (siehe dazu Plitvicer Seen). Typisch für die Zrmanja wie auch für andere Karstflüsse ist ihr klares, smaragdgrün schimmerndes Wasser.
Etwa 4 km Luftlinie nordwestlich von Kaštel Žegarski fließt die Krupa hinzu. Einige Kilometer flussabwärts befindet sich ein Stausee, der ein Wasserkraftwerk speist. Unterhalb dieses Stausees können Wasserstand und Strömung daher erheblich schwanken.
Die Zrmanja oberhalb des Stausees ist ein beliebtes Ziel für Rafting- und Kanutouren. 300 m nordwestlich des Zusammenflusses von Krupa und Zrmanja befindet sich der Visoki-Buk-Wasserfall, ein Höhepunkt bei Kanutouren. Unterhalb des Stausees kann sie zwischen einem Wasserfall ca. 3 km oberhalb von Obrovac und der Mündung in die Adria auch mit Motorbooten befahren werden.
Im Dezember 2019 kam es zu einer starken Verschmutzung des Flusses stromabwärts von Obrovac, nachdem Öl aus einer ehemaligen Aluminiumoxid-Fabrik ausgelaufen war.

## Filmdrehort

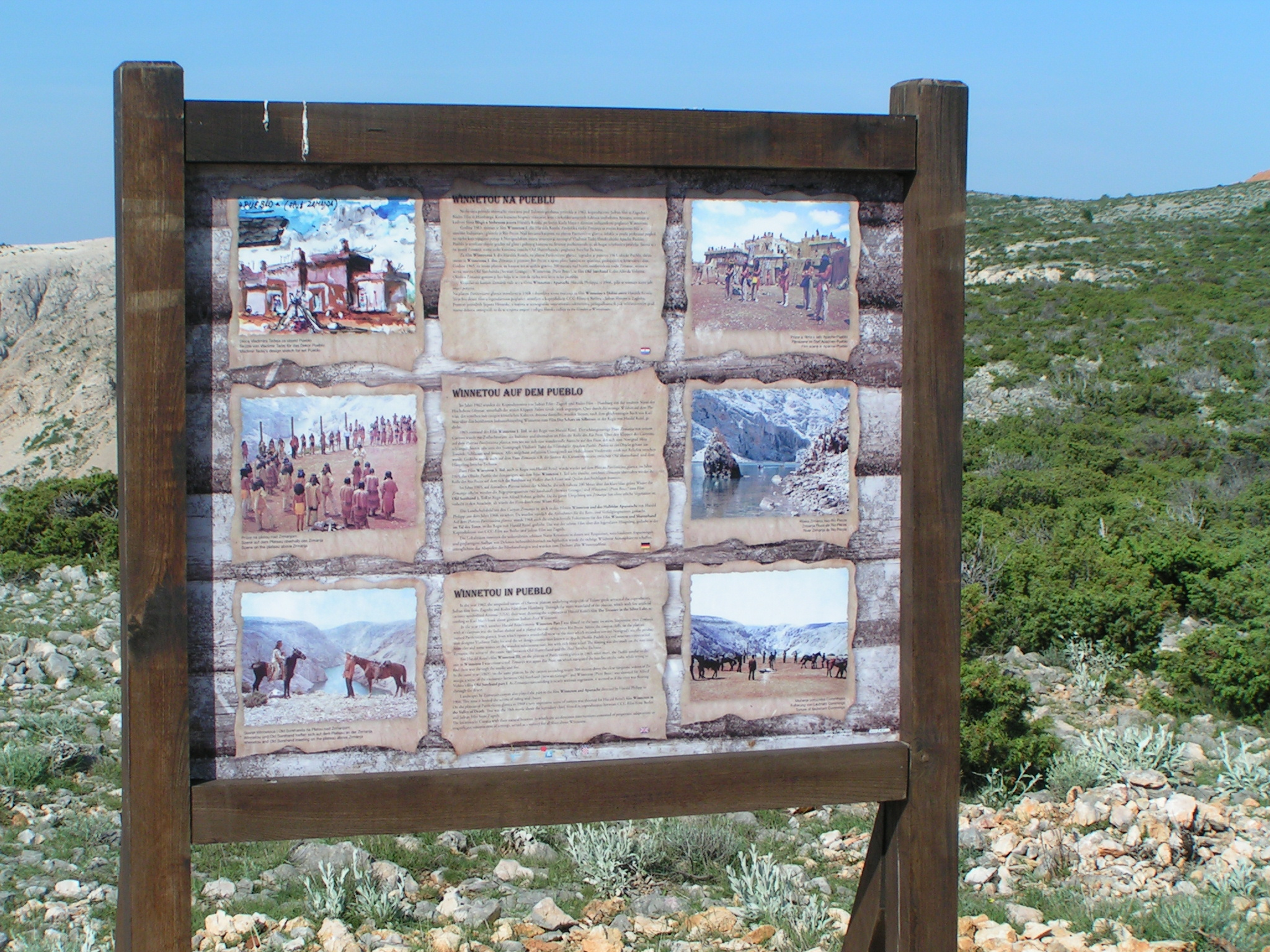
Gedenktafel zu den Dreharbeiten

In den 1960er-Jahren wurde die Schlucht als Drehort für die Karl-May-Filme Winnetou I (1963), Winnetou III (1965), Old Surehand (1965) und Winnetou und Shatterhand im Tal der Toten (1968) sowie die britische Produktion Dschingis Khan (1965) mit Omar Sharif genutzt. Für Fans ist vor allem der Abschnitt des Flusses essentiell, an dem das Pueblo der Apachen stand. Das sogenannte Zrmanja Plateau dient heute als Aussichtspunkt und ist bekannt unter dem Namen Pariževačka Glavica. Der Aussichtspunkt befindet sich in der Nähe der Gemeinde Jasenice. Von dem Pueblo ist heute nichts mehr zu sehen, da dieses direkt nach den Dreharbeiten abgerissen wurde.

## Belege
1. ↑  Umweltschutzmaßnahmen am Fluss Zrmanja (Memento des Originals vom 12. Januar 2020 im Internet Archive)  Info: Der Archivlink wurde automatisch eingesetzt und noch nicht geprüft. Bitte prüfe Original- und Archivlink gemäß Anleitung und entferne dann diesen Hinweis., auf glashrvatske.hrt.hr
2. ↑  Ekološka katastrofa na Zrmanji gora je od svega što se mislilo: u kanjonu završila ogromna količina opasnog lužnatog materijala, tisuće litara kancerogenog ulja i radioaktivne 'konzerve'! (Memento vom 2. Januar 2020 im Internet Archive), auf slobodnadalmacija.hr
3. ↑  Zrmanja Plateau. Abgerufen am 17. Februar 2021.